# 雅弗條約
《雅弗條約》是指在1229年2月18日，神聖羅馬皇帝兼西西里國王腓特烈二世和埃及埃宥比王朝蘇丹卡米勒簽署一項為期十年的協議。根據《雅弗條約》，耶路撒冷和巴勒斯坦地區部分領土的控制權和平移交給康拉德四世統治的耶路撒冷王國。最終《雅弗條約》結束腓特烈二世領導的第六次十字軍東征。